# Seznam dílů seriálu Mythic Quest
Toto je seznam dílů seriálu Mythic Quest. Americký komediální televizní seriál Mythic Quest měl premiéru 7. února 2020 na Apple TV+.

## Přehled řad
| Řada | Díly          | Premiéra na Apple TV+ | Premiéra na Apple TV+ |
| Řada | Díly          | První díl             | Poslední díl          |
| ---- | ------------- | --------------------- | --------------------- |
| 1    | 9             | 7. února 2020         | 7. února 2020         |
| 2    | 9             | 7. května 2021        | 25. června 2021       |
| 3    | bude oznámeno | 2022                  | bude oznámeno         |
| 4    | bude oznámeno | bude oznámeno         | bude oznámeno         |

## Seznam dílů

### První řada: Raven's Banquet (2020)
| Č. v seriálu | Č. v řadě | Původní název        | Český název        | Režie                              | Scénář                                   | Premiéra na Apple TV+ |
| ------------ | --------- | -------------------- | ------------------ | ---------------------------------- | ---------------------------------------- | --------------------- |
| 1            | 1         | Pilot                | Pilotní díl        | David Gordon Green                 | Charlie Day, Megan Ganz a Rob McElhenney | 7. února 2020         |
| 2            | 2         | The Casino           | Kasino             | Todd Biermann a David Gordon Green | David Hornsby                            | 7. února 2020         |
| 3            | 3         | Dinner Party         | Večeře             | Todd Biermann                      | Megan Ganz                               | 7. února 2020         |
| 4            | 4         | The Convention       | Konvence           | David Gordon Green                 | John Howell Harris                       | 7. února 2020         |
| 5            | 5         | A Dark Quiet Death   | Temná tichá smrt   | Rob McElhenney                     | Katie McElhenney                         | 7. února 2020         |
| 6            | 6         | Non-Player Character | Nehratelná postava | LP                                 | Sneha Koorse                             | 7. února 2020         |
| 7            | 7         | Permadeath           | Permanentní smrt   | Todd Biermann                      | David Hornsby                            | 7. února 2020         |
| 8            | 8         | Brendan              | Brendan            | Pete Chatmon                       | Megan Ganz                               | 7. února 2020         |
| 9            | 9         | Blood Ocean          | Krvavý oceán       | Catriona McKenzie                  | Megan Ganz a Rob McElhenney              | 7. února 2020         |

### Speciály (2020–2021)
| Č. v seriálu | Č. v řadě | Původní název | Český název | Režie          | Scénář                                     | Premiéra na Apple TV+ |
| ------------ | --------- | ------------- | ----------- | -------------- | ------------------------------------------ | --------------------- |
| 10           | 1         | Quarantine    | Karanténa   | Rob McElhenney | Rob McElhenney, Megan Ganz a David Hornsby | 22. května 2020       |
| 11           | 2         | Everlight     | Everlight   | Rob McElhenney | Ashly Burch                                | 16. dubna 2021        |

### Druhá řada (2021)
| Č. v seriálu | Č. v řadě | Původní název    | Český název     | Režie          | Scénář                                     | Premiéra na Apple TV+ |
| ------------ | --------- | ---------------- | --------------- | -------------- | ------------------------------------------ | --------------------- |
| 12           | 1         | Titans' Rift     | Spor titánů     | Pete Chatmon   | Megan Ganz, David Hornsby a Rob McElhenney | 7. května 2021        |
| 13           | 2         | Grouchy Goat     | Mrzutá koza     | Pete Chatmon   | Megan Ganz, David Hornsby a Rob McElhenney | 7. května 2021        |
| 14           | 3         | #YumYum          | #MňamMňam       | Angela Barnes  | John Howell Harris                         | 14. května 2021       |
| 15           | 4         | Breaking Brad    | Vypečený brácha | Angela Barnes  | Keyonna Taylor                             | 21. května 2021       |
| 16           | 5         | Please Sign Here | Podepište zde   | Megan Ganz     | Katie McElhenney                           | 28. května 2021       |
| 17           | 6         | Backstory!       | Příběh!         | Rob McElhenney | Craig Mazin                                | 4. června 2021        |
| 18           | 7         | Peter            | Peter           | Todd Biermann  | Humphrey Ker                               | 11. června 2021       |
| 19           | 8         | Juice Box        | Džusík          | Todd Biermann  | Megan Ganz, David Hornsby a Rob McElhenney | 18. června 2021       |
| 20           | 9         | TBD              | Připravuje se   | Todd Biermann  | Randall Valdez-Castillo                    | 25. června 2021       |